# Марі Голден
Марі Голден (англ. Mari Holden, 30 березня 1971) — американська велогонщиця.
Срібна призерка Олімпійських Ігор 2000 року в роздільній шосейній гонці.
Чемпіонка світу з велоперегонів на шосе 2000 року в роздільній гонці.